# Rumunský lei
Rumunský lei, v prvním pádě jednotného čísla také leu, je národní měnou Rumunska. Jeho ISO 4217 kód je RON. Jeden lei se dělí na 100 „bani“ (jednotné číslo „ban“). Slovo leu v rumunštině znamená lev. Podle této šelmy se jmenují i další měny: moldavský lei a bulharský lev. Rumunsko jako člen EU je povinno v budoucnu nahradit svoji měnu eurem.

## Historie

### První leu
Po sjednocení Rumunska v roce 1860 vznikla potřeba vlastní měny. Rumunská vláda chtěla, aby se nazývala rumunský frank, ale velmoci to nepovolily. Název měny byl tedy zvolen podle jáchymovského tolaru, jemuž se mezi lidem říkalo „lev“, rumunsky leu, podle českého lva, který býval na nich vyražen. Leu jako národní měna tak vznikl v roce 1867 a dodržoval standardy Latinské měnové unie. První mince byly raženy v Londýně a do oběhu se dostaly v roce 1868, bankovky se objevily až v roce 1877, a to ve formě hypotéčních dluhopisů, kvůli jejichž vydání vláda zastavila některé nemovitosti. Standardní bankovky vydala teprve v roce 1880 nově zřízená Rumunská národní banka, založená na po získání úplné nezávislosti státu.
Během první světové války byly bankovky vydávány jednak okupačními mocnostmi Trojspolku (byly tištěny v Berlíně), jednak Rumunskou národní bankou, která se i s rumunským zlatým pokladem evakuovala do Moskvy. Po válce dosáhlo Rumunsko své největší teritoriální expanze (tzv. Velké Rumunsko) a kromě lei zde obíhalo zde množství měn – koruna, rubl a lev. Tyto měny byly do konce roku 1920 staženy z oběhu, nicméně v roce 1929 musel být leu devalvován. V oné době se leu používal i v částech současných států Moldavsko, Ukrajina, Bulharsko.
Když v roce 1944 Sovětský svaz začal obsazovat rumunské území, uvedl tam do oběhu vlastní emisi lei. Přestože se na konci druhé světové války snažila rumunská vláda měnu stabilizovat, vypukla v zemi inflace. Tu nebyla nová komunistické vláda schopna, ani ochotna regulovat a záhy přešla v hyperinflaci, takže musela být vydána bankovka v hodnotě 5 miliónů lei.

### Druhý leu
15. srpna 1947 byla provedena denominace měny v poměru 20 000 starých lei za 1 nový, tzv. „stabilizovaný“ leu (ROS). Denominace byla provázena měnovou reformou, která stanovila směnné stropy pro obyvatelstvo v závislosti na profesních kategoriích (rolník, dělník nebo živnostník).

### Třetí leu
Další měnová reforma byla provedena 26. ledna 1952, na základě níž pozbylo platnosti všechno staré oběživo a bylo nahrazeno novým. Zároveň proběhla denominace měny, ale směnný poměr se lišil podle objemu peněz předložených k výměně: pro státní instituce a podniky to byl poměr 20 starých lei ku 1 novému leu (ROL), pro obyvatelstvo platily poměry od 100 do 400 starých lei za 1 nový leu. Tím byla peněžní zásoba obyvatelstva dramaticky snížena.
Po pádu komunistického režimu vypukla v zemi inflace způsobená částečně velkou peněžní zásobou obyvatelstva nepokrytou dostatkem zboží. V roce 2005 obíhaly bankovky hodnot 2 000, 10 000, 50 000, 100 000 a 500 000 a 1 000 000 lei. 

### Čtvrtý leu
1. července 2005 byla provedena denominace měny v poměru 10 000 starých lei (ROL) za 1 nový lei (RON). Výměna peněz nebyla nijak omezena a obě varianty měny byly v oběhu současně až do 31. prosince 2006.

## Mince a bankovky
V oběhu jsou mince nominálních hodnot 1, 5, 10 a 50 banů. Mince o hodnotě 50 banů existuje v mnoha verzích s různými pamětními motivy. Bankovky mají nominální hodnoty 1, 5, 10, 20, 50, 100, 200 a 500 lei. Bankovky rumunského lei byly též první bankovky v Evropě, které byly vyrobeny z polymerů.
| Série bankovek z roku 2005 | Série bankovek z roku 2005 | Série bankovek z roku 2005 | Série bankovek z roku 2005 | Série bankovek z roku 2005 | Série bankovek z roku 2005 | Série bankovek z roku 2005 | Série bankovek z roku 2005 |
| Vyobrazení                 | Vyobrazení                 | Hodnota                    | Barva                      | Barva                      | Rozměry                    | přibližná hodnota v €      | Vyobrazená osobnost        |
| Líc                        | Rub                        | Hodnota                    | Barva                      | Barva                      | Rozměry                    | přibližná hodnota v €      | Vyobrazená osobnost        |
| -------------------------- | -------------------------- | -------------------------- | -------------------------- | -------------------------- | -------------------------- | -------------------------- | -------------------------- |
|                            |                            | 1 lei                      |                            | zelená                     | 120 × 62 mm                | 0,20 €                     | Nicolae Iorga              |
|                            |                            | 5 lei                      |                            | fialová                    | 127 × 67 mm                | 1 €                        | George Enescu              |
|                            |                            | 10 lei                     |                            | oranžová                   | 133 × 72 mm                | 2 €                        | Nicolae Grigorescu         |
|                            |                            | 20 lei                     |                            | olivově zelená             | 136 × 77 mm                | 4 €                        | Ecaterina Teodoroiu        |
|                            |                            | 50 lei                     |                            | žlutá                      | 140 × 77 mm                | 10 €                       | Aurel Vlaicu               |
|                            |                            | 100 lei                    |                            | modrá                      | 147 × 82 mm                | 20 €                       | Ion Luca Caragiale         |
|                            |                            | 200 lei                    |                            | hnědá                      | 150 × 82 mm                | 40 €                       | Lucian Blaga               |
|                            |                            | 500 lei                    |                            | tyrkysová                  | 153 × 82 mm                | 100 €                      | Mihai Eminescu             |